# 94th Fighter Squadron
Le 94th Fighter Squadron (94th FS), est un escadron de chasse de l'Air Combat Command de l'United States Air Force appartenant au 1st Fighter Wing basé à Langley Air Force Base en Virginie.

## Historique
- 31 août 1917 : organisation du 103rd Aero Sqdn
- 18 août 1919 : démobilisation du 103rd Aero Sqdn

- 20 août 1917 : organisation du 94th Aero Sqdn
- 14 mars 1921 : redésigné 94th Sqdn (Pursuit)
- 25 janvier 1923 : redésigné 94th Pursuit Sqdn
- 8 avril 1924 : consolidation des 94th Pursuit Sqdn et 103rd Aero Sqdn
- 6 décembre 1939 : redésigné 94th Pursuit Sqdn (Interceptor)
- 12 mars 41 : 94th Pursuit Sqdn (Fighter)
- 15 mai 1942 : 94th Fighter Sqdn (Twin Engine)
- 28 février 1944 : redésigné 94th Fighter Sqdn, Two Engine
- 16 octobre 1945 : dissolution
- 5 avril 1946 : redésigné 94th Fighter Sqdn, Single Engine
- 20 juin 1946 : redésigné 94th Fighter Sqdn, Jet Propelled
- 3 juillet 1946 : activation du 94th Fighter Sqdn, Jet Propelled
- 15 juin 1948 : redésigné 94th Fighter Sqdn, Jet
- 16 avril 1950 : redésigné 94th Tactical Fighter Sqdn
- 1er novembre 1991 : prend sa désignation actuelle de 94th Fighter Sqdn

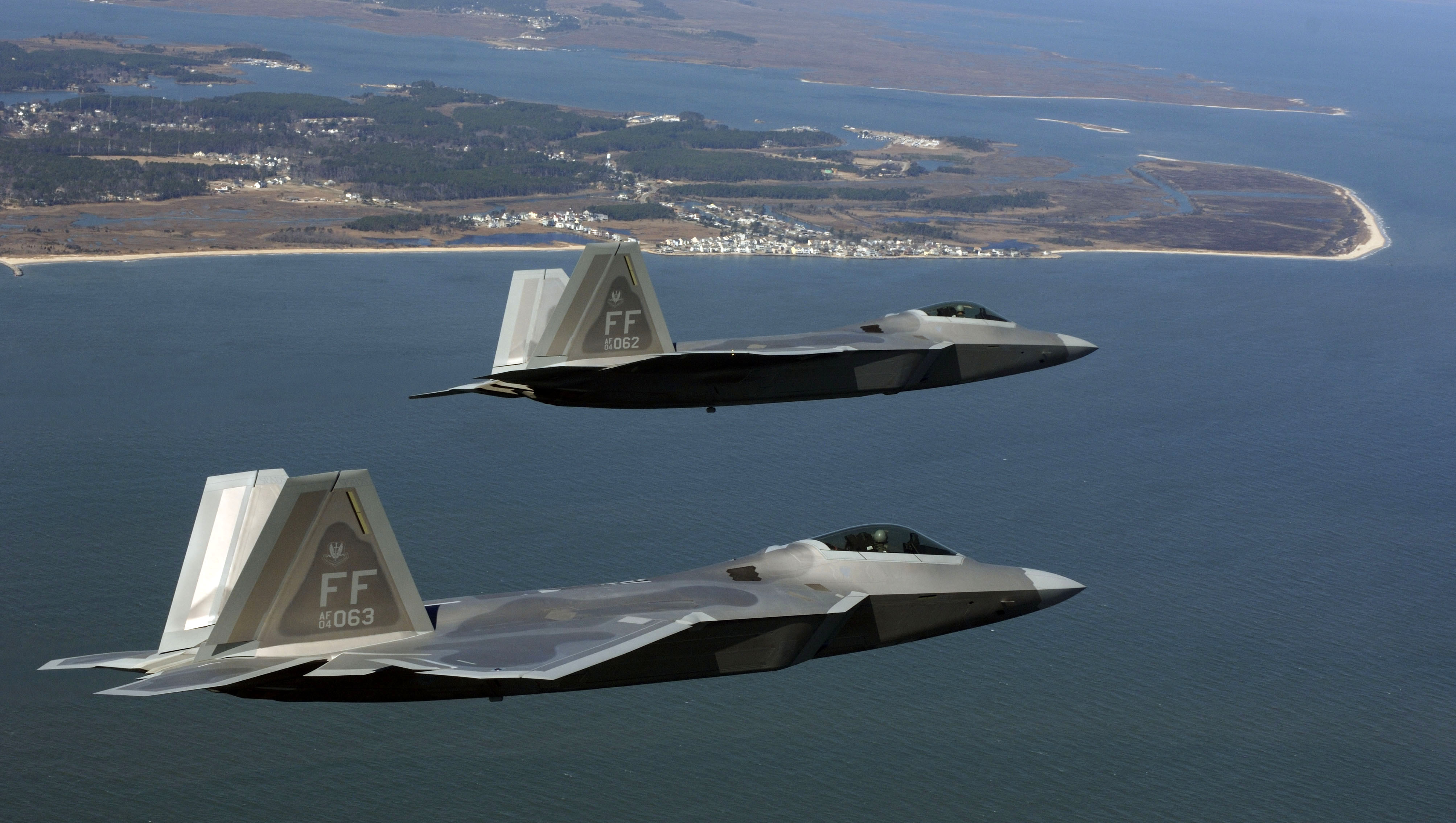
Deux F-22A Raptor en approche de Langley AFB le 3 mars 2006

## Bases

### Bases du 103rd Aero Sqdn
- Kelly Field (Texas) : 31 août 1917 -  novembre 1917
- Garden City (New York ) : 5 novembre 1917 - 7 décembre 1917
- Winchester (Angleterre) : 8 décembre 1917 - 24 décembre 1917
- Issoudun (France) : 24 décembre 1917 - 17 février 1918
- La Noblette (France) : 18 février 1918 - 9 avril 1918
- Bonne Maison (près de Fismes) (France) : 10 avril 1918 - 1er mai 1918
- Bray-Dunes (France) : 2 mai 1918 - 4 mai 1918
- Leffrinckoucke (France) : 5 mai 1918 - 7 juin 1918
- Crochte (France) : 8 juin 1918 - 3 juillet 1918
- Toul (France) : 4 juillet 1918 - 6 août 1918
- Vaucouleurs (France) : 7 août 1918 - 19 septembre 1918
- Lisle-en-Barrois (France) : 20 septembre 1918 - 5 novembre 1918
- Foucaucourt-sur-Thabas (France) : 6 novembre 1918 - 4 juin 1919
- Colombey-les-Belles (France) : 5 juin 1919 - 5 février 1919
- Brest (France) : 3 mars 1919 - 6 février 1919
- Garden City (New York) : 4 mars 1919 - 18 août 1919

### Bases du 94th Aero Sqdn
- Kelly Field (Texas) : 20 août 1917 - 4 octobre 1917 et 31 août 1919 - 1er juillet 1921
- Hazelhurst Field (New York) : 5 octobre 1917 - 17 novembre 1917
- Paris (France) : 18 novembre 1917 - 23 janvier 1918
- Issoudun (France) : 24 janvier 1918 - 4 mars 1918
- Villeneuve-les-Vertus (France) : 5 mars 1918 - 31 mars 1918
- Épiez-sur-Meuse (France) : 1er avril 1918 - 6 avril 1918
- Toul (France) : 7 avril 1918 - 29 juin 1918
- Touquin (France) : 30 juin 1918 - 8 juillet 1918
- Saints (France) : 9 juillet 1918 - 31 août 1918
- Rembercourt-Sommaisne (France) : 1er septembre 1918 - 19 novembre 1918
- Noers (près de Longuyon (France)) : 20 novembre 1918 - 30 décembre 1918
- Coblence (Allemagne) : 31 décembre 1918 - 16 avril 1919
- Colombey-les-Belles (France) : 17 avril 1919 - 4 mai 1919
- Le Mans (France) : 5 mai 1919 - 31 mai 1919
- Mitchell Field (New York) : 1er juin 1919 - 26 juin 1919
- Selfridge Field (Michigan) : 27 juin 1919 - 30 août 1919 et 1er juillet 1922 - 8 décembre 1941
- Ellington Field (Texas) : 1er juillet 1921 - 30 juin 1922

- San Diego NAS (Californie): 9 décembre 1941 - 5 février 1942
- Long Beach (Californie) : 6 février 1942 - 9 juin 1942
- Kingston in Lindsey (Angleterre) : 10 juin 1942 - 26 août 1942
- Ibsley (Angleterre) : 27 août 1942 - 14 novembre 1942
- Tafaraoui (Algérie) : 15 novembre 1942 - 20 novembre 1942
- Nouvion (Algérie) : 21 novembre 1942 - 27 novembre 1942
- Youks-les-Bains (Algérie) : 28 novembre 1942 - 13 décembre 1942
- Biskra (Algérie) : 14 décembre 1942 - 13 février 1943
- Châteaudun-du-Rhumel (Algérie) : 14 février 1943 - 19 juin 1943
- Mateur (Tunisie) : 20 juin 1943 - 31 octobre 1943
- Djedeida (Tunisie) : 1er novembre 1943 - 28 novembre 193
- Monserrato (Sardaigne) : 29 novembre 1943 - 9 décembre 1943
- Gioia del Colle (Italie) : 10 décembre 1943 - janvier 1944
- Salsola (Italie) : janvier 1944 - 15 mars 1945
- Lesina (Italie) : 16 mars 1945
- Marcianise (Italie) : 26 septembre 1945 - 16 octobre 1945
- March AFB (Californie) : 3 juillet 1946 - 17 juillet 1950
- George AFB (Californie) : 18 juillet 1950 - 17 août 1955
- Selfridge AFB (Michigan) : 18 août 1955 - 30 décembre 1969
- Wurtsmith AFB (Michigan) : 31 décembre 1969 - 30 juin 1971
- MacDill AFB (Floride) : 1er juillet 1971 - 29 juin 1975
- Langley AFB (Virginie): 30 juin 1975 -

### Détachements
- Maison Blanche (Algérie) : 6 décembre 1942 au 14 décembre 1942
- Dittaino (Sicile) : 6 septembre 1943 au 18 septembre 1943
- Gambut (Libye) : 4 octobre 1943 au 12 octobre 1943
- Aghione (Corse) : 10 août 1944 au 18 août 1944
- Vincenzo (Italie) : 9 janvier 1945 au 18 février 1945
- Ladd Field (Alaska) : 13 octobre 1947 au 16 février 1948
- Osan AB (Corée du Sud) : 6 juin 1969 au 17 novembre 1969

## Personnalités
- Jack Ilfrey